# Type 94 Te-Ke
O tanquete Type 94 (em japonês:  九四式軽装甲車, transl. Kyūyon-shiki keisōkōsha, literalmente "carro blindado leve tipo 94"; também conhecido como TK, uma abreviação de Tokushu Keninsha, literalmente "trator especial") foi um tanquete usado pelo Exército Imperial Japonês na Segunda Guerra Sino-Japonesa, em Nomonhan contra a União Soviética e na Segunda Guerra Mundial. Embora os tanquetes fossem frequentemente usados como tratores de munição e suporte geral de infantaria, eles foram projetados para reconhecimento, e não para combate direto. O Type 94 de peso leve provou ser eficaz na China, pois o Exército Nacional Revolucionário Chinês tinha apenas três batalhões de tanques para se opor a eles, e esses batalhões de tanques eram equipados apenas com alguns modelos de exportação britânicos e tanquetes CV-33 italianos. Como quase todos os tanquetes construídos nas décadas de 1920 e 1930, eles tinham blindagem fina que podia ser penetrada por tiros de metralhadora calibre .50 (12,7 mm) a um alcance de 550 m.

## História e desenvolvimento
A partir da década de 1920, o Exército Imperial Japonês testou uma variedade de tanques leves europeus, incluindo vários Renault FT, e em 1929 foi tomada a decisão de prosseguir com o desenvolvimento doméstico de um novo veículo baseado principalmente no projeto do tanque Carden-Loyd Mk VI para resolver as deficiências dos carros blindados com rodas.
A tentativa inicial resultou no Type 92 Jyu-Sokosha para uso pela cavalaria. No entanto, os comandantes de infantaria japoneses sentiram que um veículo semelhante seria útil como veículo de apoio para transporte, reconhecimento e comunicações dentro das divisões de infantaria.
Uma moda de tanquete ocorreu na Europa no início da década de 1930, que foi liderada pelo tanquete Carden-Loyd Mk VI do Reino Unido. O EIJ encomendou seis amostras do Reino Unido, junto com alguns veículos franceses Renault UE Chenillette e os testou em campo. O EIJ determinou que as máquinas britânicas e francesas eram muito pequenas para serem práticas e começou a planejar uma versão maior, o Tokushu Keninsha (TK, que significa "Trator Especial"). O Exército Imperial Japonês também experimentou uma variedade de carros blindados com sucesso limitado. Os carros blindados com rodas não eram adequados para a maioria das operações no estado fantoche de Manchukuo, devido às más condições das estradas e ao clima rigoroso do inverno.
O projeto do Type 94 começou em 1932. O desenvolvimento foi dado à Tokyo Gas and Electric Industry (mais tarde conhecida como Hino Motors) em 1933, e um modelo experimental foi concluído em 1934. Era um pequeno veículo leve de lagarta com uma torre armada com uma metralhadora. Para transporte de carga, ele puxava um trailer de munição. Após testes em Manchukuo e no Japão, o projeto foi padronizado. Foi reclassificado como Type 94 (Type 2594; tanquete) e foi projetado para reconhecimento, mas também poderia ser usado para apoiar ataques de infantaria e transportar suprimentos. Entrou em serviço em 1935. O Type 94 foi posteriormente substituído pelo tanquete Type 97 Te-Ke, que foi projetado como um veículo de reconhecimento rápido.
Muitas fontes britânicas e americanas confundiram o tanque de cavalaria Type 92, do qual apenas 167 foram construídos, com o Type 94, embora o Type 94 tenha sido o modelo quase sempre encontrado nas várias frentes da Guerra do Pacífico.

## Projeto
O projeto do Type 94 foi inspirado nos tanquetes britânicos Carden-Loyd Mark VIb. O EIJ recebeu seis deles em 1930. Embora os japoneses tenham determinado que tanto o Mark VIb quanto o francês Renault UE eram muito pequenos, eles gostaram de certas características de cada um deles. O projeto do Type 94 tinha mais semelhanças com os tanques leves Vickers da época. O casco do Type 94 era de construção rebitada e soldada, com um motor montado na frente com o motorista à direita. O motor era um motor a gasolina refrigerado a ar que desenvolvia 35 cv a 2.500 rpm. Como muitos veículos blindados japoneses destinados a operar em condições de calor, o motor recebeu isolamento de amianto para proteger os ocupantes de seu calor. O comandante ficava em uma pequena torre (sem energia) na parte traseira do casco. Uma grande porta na parte traseira do casco acessava o compartimento de armazenamento.
Inicialmente, o armamento era uma metralhadora Type 91 de 6,5×50 mm, embora modelos posteriores carregassem uma metralhadora Type 92 de 7,7 mm. A suspensão consistia em quatro bogies - dois de cada lado. Eles eram suspensos por manivelas resistidas por molas de compressão blindadas colocadas externamente e colocadas horizontalmente, uma de cada lado do casco. Cada bogie tinha duas pequenas rodas de borracha com a roda dentada de transmissão na frente e a polia intermediária na traseira. Havia dois rolos de retorno de lagarta. Em serviço de combate, o Type 94 era propenso a lançar suas lagartas em curvas de alta velocidade. Mais trabalho de redesenho foi realizado em 1937 na suspensão e a polia intermediária pequena foi substituída por uma roda intermediária de diâmetro maior suspensa de um balancim que agora estava em contato com o solo; isso não resolveu completamente o problema. Modelos posteriores do Type 94 tiveram uma suspensão revisada com a roda intermediária de diâmetro maior em um chassi mais longo. Isso aumentou o comprimento do tanque para 3,35 m.

### Variantes
Várias variantes do Type 94 foram produzidas. Estas incluíam o "veículo de desinfecção" Type 94 e o "veículo de dispersão de gás" Type 94, que foram adaptados para guerra química. Outros produzidos foram o "plantador de postes Type 97" e o "camador de cabos Type 97". Estes usavam o chassi do Type 94, com o primeiro veículo plantando primeiro um poste telegráfico e então o último veículo colocando o cabo telegráfico.

## Serviço operacional

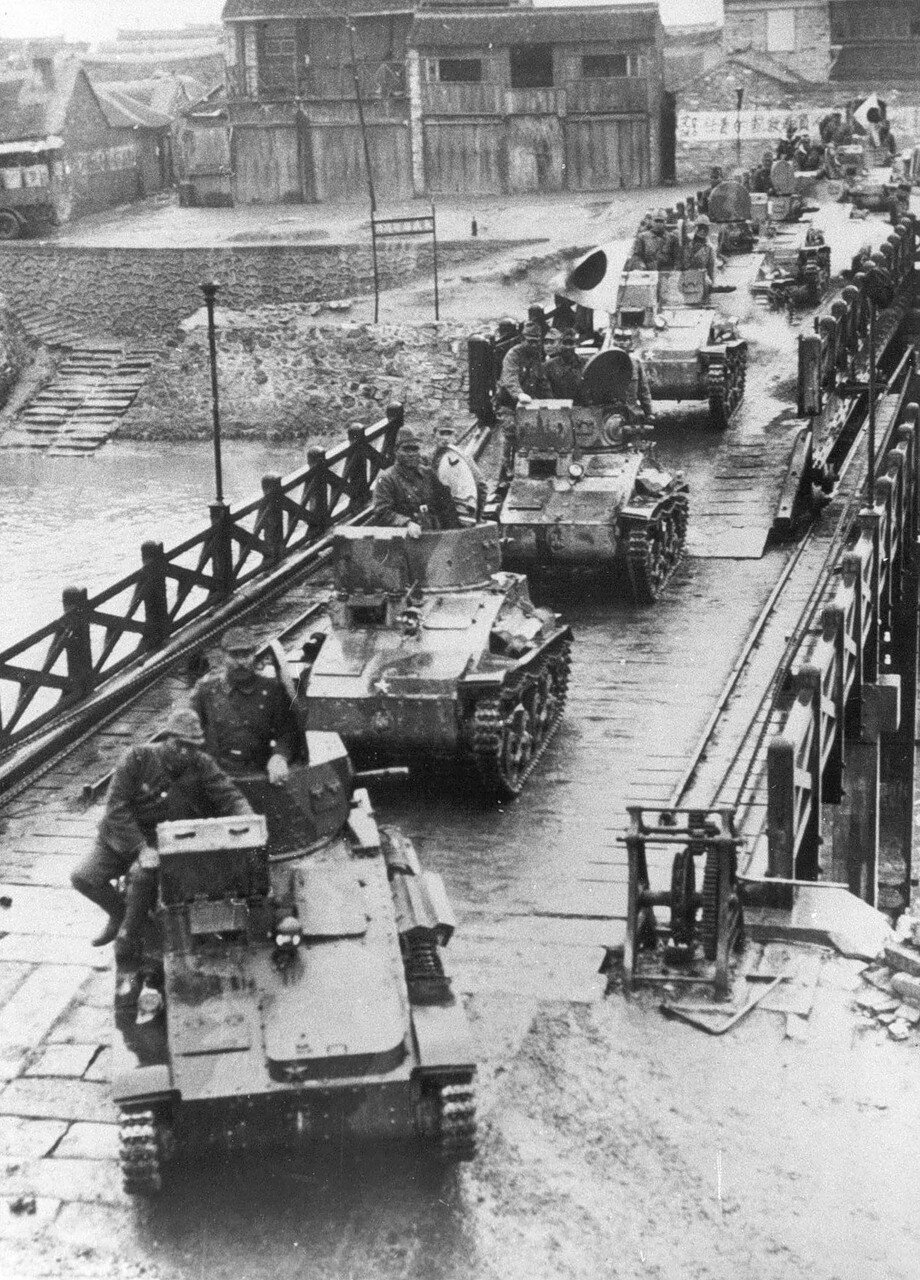
Coluna de tanquetes Type 94, por volta de 1935

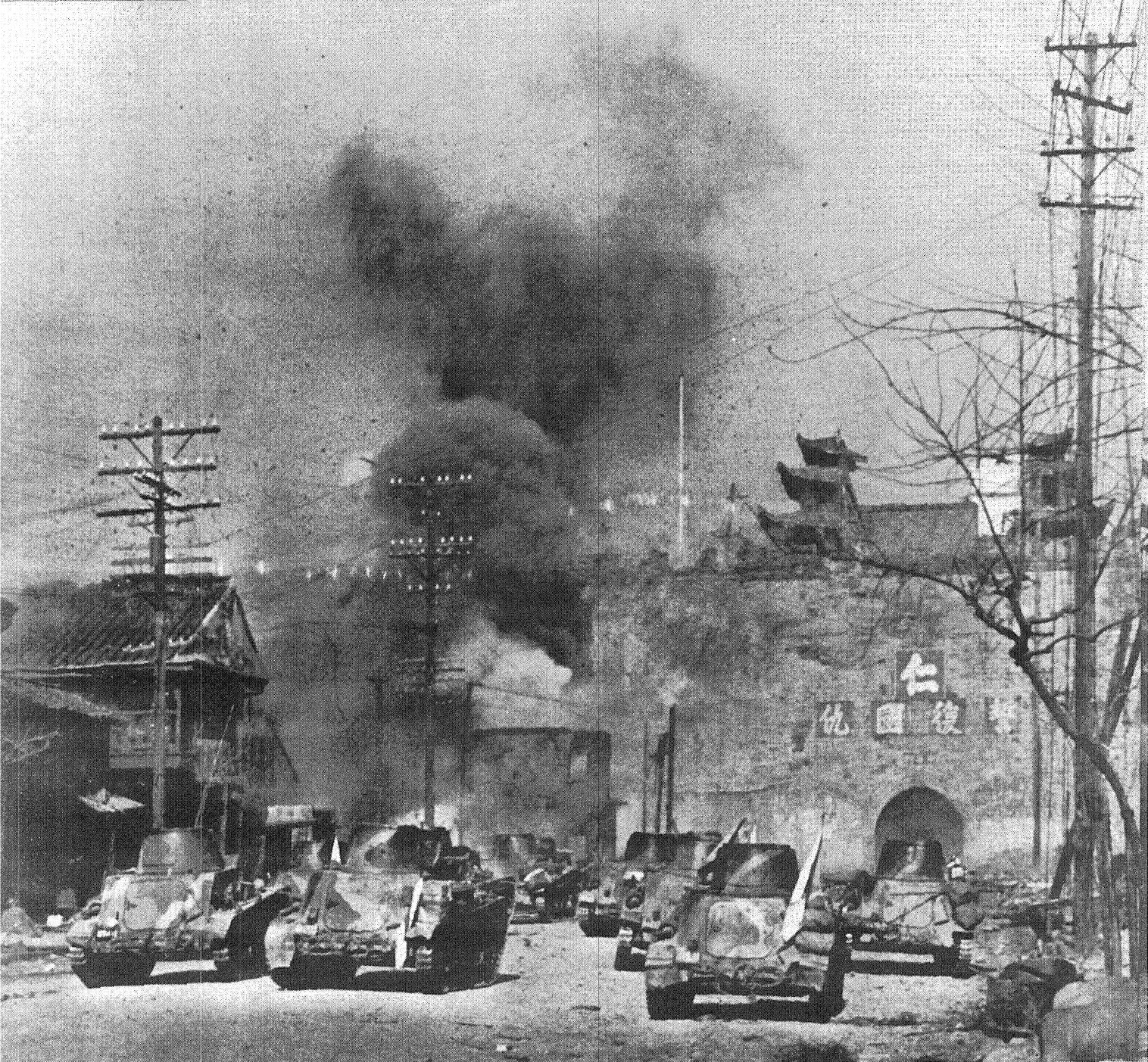
O momento da explosão, no Portão da China (12 de dezembro de 1937).

O Type 94 foi implantado principalmente em "Tankette Companies". Eles foram anexados a divisões de infantaria para uso na função de reconhecimento. Cada divisão japonesa tinha quatro pelotões de tanquete, com quatro tanquetes em cada pelotão. O tanquete Type 94 era um veículo barato de construir, a aproximadamente metade do preço do tanque leve Type 95 Ha-Go, resultando em mais Type 94 entrando em serviço do que qualquer outro tanquete japonês (823 unidades). A produção incluiu 300 unidades em 1935, 246 unidades em 1936, 200 unidades em 1937 e 70 unidades em 1938. O Type 94 de peso leve foi "adaptado" para operar na China e provou ser eficaz para suporte de infantaria e reconhecimento por divisões de infantaria. Dada a utilidade do projeto em combate na China, o Exército Imperial Japonês ficou satisfeito em manter o Type 94, embora o projeto, e de fato o conceito do tanquete, tenham sido considerados obsoletos nos exércitos ocidentais.
Com o início da Segunda Guerra Mundial, vários Type 94 foram emitidos para cada divisão de infantaria japonesa no teatro do Pacífico, com um trailer de lagartas. Eles entraram em ação na Birmânia, nas Índias Orientais Holandesas, nas Filipinas e em várias ilhas no Mandato do Pacífico Sul. Alguns também foram designados para as Forças Terrestres da Marinha Imperial Japonesa. Um destacamento de oito tanquetes Type 94 formando a 56º Grupo de Infantaria Unidade de Tanquetes (também chamada de Anai tankette unit, em homenagem ao nome de seu capitão), parte do "Sakaguchi Detachment", teve um papel notável na conquista japonesa de Java, engajando um grande elemento inimigo em 2 de março e derrotando-os, capturando uma ponte na mesma noite e, ao amanhecer, invadindo uma posição de 600 soldados inimigos na margem oposta e participando de operações ofensivas que levaram à rendição das forças holandesas nos próximos dias perto de Surakarta. O destacamento Sakaguchi, juntamente com o destacamento Shoji, receberia uma carta de agradecimento de sua unidade de origem (o 16º Exército) por suas ações na campanha, sendo as únicas unidades a recebê-las.

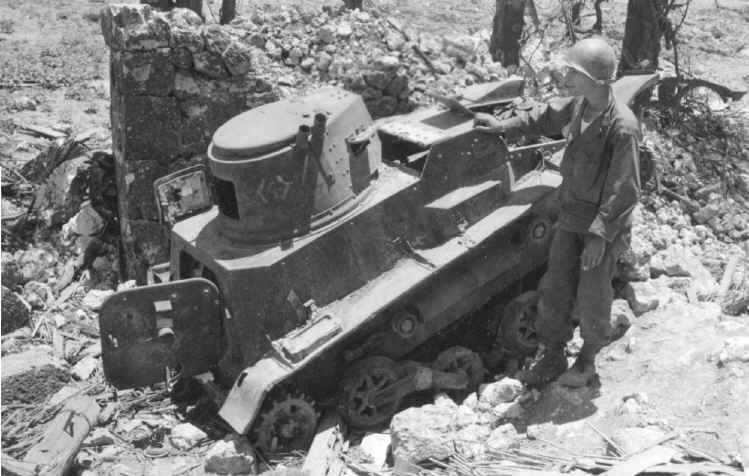
Tanquete Type 94 capturado na Batalha de Okinawa

Em 1941, o exército do regime de Wang Jingwei recebeu dezoito tanquetes Type 94. Em 1943, dez tanquetes Type 94 foram dados ao Exército Imperial de Manchukuo para formar uma companhia blindada. Eles ainda estavam em uso até 1945.